# Синий каскад Теллури
«Синий каскад Теллури» — рассказ русского писателя Александра Грина, написанный и опубликованный в 1912 году.

## Сюжет и судьба текста
Действие рассказа происходит в вымышленном городе, который оказался в карантине из-за эпидемии чумы. Главный герой, некто Рег, приезжает в город, чтобы забрать важные документы, связанные с открытием в глубине Африки источника целебной воды. Благодаря помощи девушки по имени Изотта ему удаётся преодолеть санитарный кордон. Рег просит Изотту стать его спутницей и, чтобы доказать серьёзность своих намерений, выбрасывает документы.
«Синий каскад Теллури» был написан в 1912 году. Он был впервые опубликован в том же году в «Новом журнале для всех». По мнению биографа Грина Алексея Варламова, в этом рассказе Грин первым затрагивает тему, разработанную впоследствии Альбером Камю в романе «Чума». Здесь, по словам Варламова, «талант Грина проявился со всей зрелостью и очевидностью, и стало ясно, что именно экзотическая, фантастическая линия в его творчестве становится центральной».